# Otto, czyli niech żyją umarlaki
Otto, czyli niech żyją umarlaki (ang. Otto; or Up with Dead People) – niemiecko-kanadyjski tragikomiczny thriller z 2008 w reżyserii queerowego artysty Bruce’a LaBruce’a. Film jest połączeniem estetyki gore, młodzieżowego melodramatu i burleski. W Polsce film pokazano po raz pierwszy 25 kwietnia 2008 r. podczas festiwalu Kultura dla Tolerancji w Krakowie.

## Opis fabuły
Główny bohater filmu to nastoletni Otto. Nie wie skąd się wziął, ani jaki jest jego cel. Udaje mu się dostać do Berlina autostopem, gdzie znajduje schronienie w starym, opuszczonym lunaparku lub snuje się po mieście. Próbuje poradzić sobie z sytuacją podwójnego wykluczenia, w jakiej się znalazł, ponieważ Otto jest gejem i jest też… zombie. Dręczą go wspomnieniami z przeszłości, wciąż powracają obrazy, których znaczenia nie rozumie.

## Obsada
- Jey Crisfar jako Otto
- Katharina Klewinghaus jako Medea Yarn
- Susanne Sachße jako Hella Bent
- Marcel Schlutt jako Fritz Fritze
- Guido Sommer jako Adolf
- Christophe Chemin jako Maximilian
- Gio Black Peter jako Rudolf
- Mo jako chłopiec-zombi
- Fabrice jako gej nr 1
- Scott Sechs jako gej nr 2
- Nicholas Fox Ricciardi jako młody człowiek w bluzie z kapturem
- Keith Böhm jako człowiek w garniturze i kapeluszu
- Olivia Barth jako kobieta w czarnej burce
- John Edward Heys jako stary człowiek
- Stephanie Heinrich jako stara kobieta

## Informacje dodatkowe
- Film zainspirował powstanie kolejnego projektu Bruce’a LaBruce’a, pornograficznego horroru L.A. Zombie (2010).